# Ogulnia birmanica
Ogulnia birmanica là một loài tò vò trong họ Ichneumonidae.